# Resolució 2120 del Consell de Seguretat de les Nacions Unides
La Resolució 2120 del Consell de Seguretat de les Nacions Unides fou adoptada per unanimitat el 10 d'octubre de 2013. El Consell va ampliar l'autorització de la Força Internacional d'Assistència i de Seguretat (ISAF) de l'OTAN a l'Afganistan fins al 31 de desembre de 2014. Aquesta era l'última vegada que es va estendre el mandat de la ISAF. El 31 de desembre de 2014, la missió va ser reemplaçada per la Missió Resolute Support i als serveis de seguretat de l'Afganistan se'ls va assignar un paper més gran.
A la Conferència Afganesa de Bonn de 2011, es va acordar que el 2015 s'iniciaria un període de transició de deu anys en què Afganistan es transformaria en un estat funcional. El govern afganès i els països de la ISAF van acordar que el propi país seria responsable de la seguretat a la fi de 2014.
Els talibans, Al Qaeda i altres grups fomentaven la inseguretat a Afganistan; la lluita contra el tràfic de drogues continua sent una prioritat. Els nombrosos atacs, atacs, assassinats, segrestos i l'ús de civils com a escuts humans també van ser condemnats. El nombre de baixes civils al país es mantenia alta. També es va assenyalar que cada vegada més talibans renunciaven al terrorisme, es reconciliaven amb el govern i recolzaven una resolució pacífica del conflicte.